# U Gambira
U Gambira, né Nyi Nyi Lwin le 19 juin 1979 à Pauk dans la région de Magway en Birmanie, est un ancien moine bouddhiste, activiste et leader de la All Burma Monks' Alliance, un groupe moteur lors des protestations politiques de 2007 contre le gouvernement militaire birman,.

## Biographie

### Jeunesse
Gambira a commencé l'école à l'âge de 5 ans mais les événements politiques de 1988 en Birmanie, qui ont fait fermer toutes les écoles, ont interrompu sa scolarité. D'après l'Assistance Association for Political Prisoners, il s'est enfui de chez lui à l'âge de 12 ans et a été recruté comme enfant soldat à Rangoun. Ses parents sont parvenus à le localiser et à le ramener au domicile familial dans sa ville natale de Pauk. Quand les autorités sont venues chez eux pour enquêter, ils ont découvert que les parents de Gambira l'avaient placé dans un monastère bouddhiste local pour le protéger de la conscription.

### Leader lors des événements de 2007 en Birmanie
Gambira s'est fait connaître en 2007 durant les protestations contre le Conseil d'État pour la paix et le développement. C'est pendant ces événements qu'est née la All-Burma Monks' Alliance. Les moines sont devenus les symboles du mouvement et ces événements ont été surnommés la « révolution safran » en référence à la couleur de leurs robes. Gambira, alors âgé de 29 ans est devenu l'un des leaders de cette association. Il devait alors constamment se déplacer entre Mandalay et Rangoun pour éviter d'être arrêté. 
À la suite du meurtre de plusieurs moines et manifestants par le gouvernement, Gambira a dû se résoudre à se cacher. Son frère, Aung Kyaw Kyaw, est arrêté le 17 octobre. L'AAPP estime que cette arrestation avait pour but de faire sortir Gambira de sa cachette.
Le 4 novembre, Gambira écrit des éditoriaux dans le Washington Post et The Guardian, appelant la communauté internationale à poursuivre les sanctions contre le gouvernement birman, la Russie et à la Chine à cesser leur soutien au CEPD et le Conseil de sécurité des Nations unies et le peuple birman à continuer de protester pacifiquement contre les dirigeants militaires. Le jour de la publication de ces éditoriaux, il est arrêté dans la région de Sagaing. Son père est également arrêté et retenu un mois dans la prison de Mandalay.

### Emprisonnement
Human Rights Watch témoigne des actes de torture dont Gambira a été victime pendant son emprisonnement. En avril 2008, la sœur de Gambira se rend à la prison d'Insein en menant un groupe pour protester pacifiquement contre l'enfermement politique des moines, dont son frère. À la suite de cela, Gambira est placé à l'isolement.
En novembre 2008, Gambira est condamné à 68 ans de prison dont 12 de travaux forcés,. Human Rights Watch et Amnesty International demandent sa libération immédiate.
Gambira est alors transféré dans un camp de travail dans la région de Sagaing. Quand sa mère lui rend visite en 2009, elle annonce que son fils a entamé une grève de la faim pour protester contre ses conditions de détention.

### Libération en 2012 et nouvelles arrestations
Gambira est libéré en janvier 2012 à la suite d'un pardon présidentiel massif.
Alors qu'il s'introduit et fait rouvrir des monastères fermés lors de la révolution safran, Gambira est arrêté le 10 février puis libéré après une nuit de détention,,.
Le 6 mars, il est de nouveau fait prisonnier et interrogé à la suite d'une visite dans l'état Kachin où une minorité ethnique locale s'est engagée dans une guérilla urbaine contre le gouvernement,. Il est libéré au bout de deux jours.
En novembre, Gambira est assis au premier rang lors de la visite du président américain Barack Obama, en visite officielle, qui évoque dans son discours les réformes démocratiques engagées et la libération de prisonniers politiques comme Gambira. Quelques semaines après cette prise de parole, les autorités arrêtent à nouveau Gambira et le placent en détention dans la prison d'Insein,. Le 11 décembre 2012, il est libéré contre une caution de 4 millions de kyats (soit environ 5 000 dollars).
Le 19 janvier 2016, il est arrêté à Mandalay pour traversée illégale de la frontière et est condamné à 6 mois de prison. Il est libéré le 1er juillet 2016,,.

## Vie personnelle
Gambira n'est plus moine car aucun monastère n'a souhaité l'accueillir en raison de son statut d'ancien détenu. Il vit en Thaïlande où il est marié à Marie Siochana, citoyenne australienne,.

## Filmographie
- 2022 : Treize Vies (Thirteen Lives) de Ron Howard : Kruba Boonchum